# Eugenia acutisepala
Eugenia acutisepala là một loài thực vật thuộc họ Myrtaceae. Đây là loài đặc hữu của Jamaica.